# Cicurina neovespera
Cicurina neovespera är en spindelart som beskrevs av James Cokendolpher 2004. Cicurina neovespera ingår i släktet Cicurina och familjen kardarspindlar. Inga underarter finns listade i Catalogue of Life.